# Лемешевка
Лемешевка (укр. Лемешівка) — село на Украине, находится в Калиновском районе Винницкой области.
Код КОАТУУ — 0521684003. Население по переписи 2001 года составляет 659 человек. Почтовый индекс — 22413. Телефонный код — 4333.
Занимает площадь 0,245 км².
Адрес местного совета: 22410, Винницкая область, Калиновский р-н, с. Лемешевка, ул. Будённого, 24

## История
Село Лемешовка известно с XVII века. Название происходит от занятия поселенца, который первым облюбовал этот живописный уголок Подолья. На пригорке, возле пруда, он построил кузницу и начал изготавливать различный сельскохозяйственный инвентарь. И первым таким орудием был лемех. Отсюда и пошло название нашего села — Лемешовка. Кузница притягивала к себе народ из окрестных сёл, и село начало быстро разрастаться. В 1807 году появились первые строения — церковь, впоследствии и костёл. Затем открыла дверь и небольшая приходская школа, благодаря тому, что село расположено на перекрестке дорог, оно росло.
В середине XIX века имение было куплено Владимиром Спасовичем. После того, как в Минске умерла от холеры сестра, его отец и мать переехали сюда, где и прожили остаток жизни.
В 1900 году здесь было 190 крестьян, которым принадлежало 450 га земли. Барская семья Спасовича владела 1460 га земли, церковь 50 га. Спасовичи построили большое имение, в котором с 1934 по 1993 годы располагалась средняя школа, а впоследствии — монастырь.
В начале 1918 года в селе Лемешовка создан ревком, который занимался распределением земли. С владений Спасовича крестьяне получили 1160 га.
В 1924 году был организован сельский совет. 12 апреля 1931 года создан колхоз «Красный Октябрь». Первыми колхозниками были Андрей Сикало, Андрей Обревко, Фёдор Степанюк. Первый председатель — Адольф Юрковский. Позже колхоз возглавлял Адам Даровский, впоследствии А. Пятковский. В 1940 году в колхозе насчитывалось 100 плугов, более 300 лошадей, одна паровая молотилка, электродвигатель, немало поросят, волов, коров. Мирный труд людей прервала война. В боях за освобождение от немецкой оккупации воевали более 400 сельчан, 90 из них не вернулись с поля битвы. Оккупация села продолжалась 2,5 года. Немцы выгоняли людей из домов, забирали имущество, скот. И тех, кто оставался в селе, гнали на работу, отправляли в Германию.
8 марта 1944 года была освобождена Лемешевка, Райки, Люлинцы, Кутище, Адамовка и другие села. Колхоз возобновил свою работу. Женщины и подростки сеяли, пахали, строили. Наибольшего подъема экономика колхоза достигла за ЗАБУЖАНСКАЯ, который председательствовал 14 лет (1944—1958). В 1945—1959 годы председателем сельского совета работал Иосиф Иванович Сорочинский.
В 1959 году в соответствии программой Никиты Хрущёва состоялось укрупнение колхоза. К Лемешовке присоединили Райки и Адамовку. Председатель колхоза — С. А. Гоц (1958—1959). С 1960 года — Ульян Иванович Михальченко работает председателем сельского совета (до 1977 г.). В 1987 году к хозяйству присоединили М. Кутище. Объединенному колхозу дали название «Украина».
В 1953 году насчитывалось 375 дворов, 813 членов колхоза. Поголовье свиней — 338. Урожайность зерновых с 1 га — 23,8 ц. Автомашин-5, тракторов-8.
В 1962 году — 702 дворов, 1419 членов колхоза. Поголовье свиней — 1146. Урожайность зерновых 1 га — 43,5ц. Значно увеличился автотракторный парк колхоза, в котором было 13 автомашин, 17 тракторов. Председателями колхоза с 1959 по 1966 были П. Д. Сокор и О. В. Науменко, а с 1966 года — Владимир Миронович Бондарь (работал до 1992 года). За время его работы построен детский сад в селе Лемешовка, помещения конторы колхоза, Дом культуры, фельдшерско-акушерский пункт, построенный комбинат, продовольственный и промышленный магазины заключена дорога с твердым покрытием, а с 1973 года село связано с райцентром автобусным сообщением. Построен один двухэтажный жилой дом и шесть жилых домов для молодых семей и специалистов. Газифицированы села Малые Кутище и Лемешовка.
В 1970-х годах колхоз «Украина» специализироался на выращивании молочных коров для колхозов района.
В конце 80-х годов «Украина» урожайность зерновых с 1 га − 42 ц, увеличилось количество машинно-тракторного парка. В хозяйстве уже насчитывалось 70 тракторов, 17 комбайнов, 24 автомашины. Большую организационную работу в колхозе проводил секретарь парткома С. А. Гоц. Об этом человеке украинскими кинематографистами был снят документальный фильм.
В 1993 году главой колхоза становится В. О. Якобчук. А уже через год, 12 июля 1994 года, на собрании колхозников разделяют на два отдельных колхоза.
Согласно указу Президента Украины о реформировании аграрного сектора экономики 5 января 2000 года состоялось общее собрание КСП, на которых был избран новый форму хозяйствования, СООО (сельскохозяйственное общество с ограниченной ответственностью) «Украина». А в 2006 году СООО «Украина» было объявлено банкротом, и создано новое предприятие СООО «Агрофирма» Вахновка за счет искупления имущественных паев рабочих обанкротившегося СООО «Украина».
В 2008 году созданы новые рабочие места на ЗАО «Черновицкая птицеферма».
На территории Лемешевского сельского совета есть две общеобразовательные школы — Лемешевском и Райковецком, 3 сельских клуба, 3 фельдшерско-акушерских пункта и отделения связи.
С 1999 года действует мужской Иоанно-Богословский монастырь.